# Hydrobiosella sagitta
Hydrobiosella sagitta là một loài Trichoptera trong họ Philopotamidae. Chúng phân bố ở miền Australasia.